# Венарота
Венаро̀та (на италиански: Venarotta) е село и община в Централна Италия, провинция Асколи Пичено, регион Марке. Разположено е на 421 m надморска височина. Населението на общината е 2177 души (към 2011 г.).